# خینوو
خینوو (به چکی: Chýnov) یک منطقهٔ مسکونی و شهرستان دارای شهرک سابقاً روستا در جمهوری چک است که در منطقه تابور واقع شده‌است. خینوو ۲٬۱۶۳ نفر جمعیت دارد.